# Rebutia minuscula var. wessneriana
Rebutia minuscula var. wessneriana  variedad fanerógama perteneciente a la familia de las Cactaceae. 

## Distribución
Es endémica de  Argentina. Es una especie inusual en las colecciones.

## Descripción
Es una planta perenne carnosa, globosa de color verde armada de espinos  y  con las flores de color rojo.

## Sinonimia
| - Rebutia calliantha |